# Мюррей, Маргарет

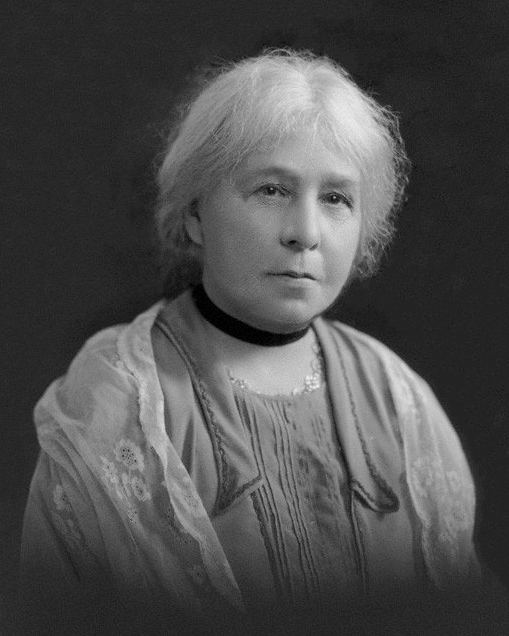
Мюррей, 1928

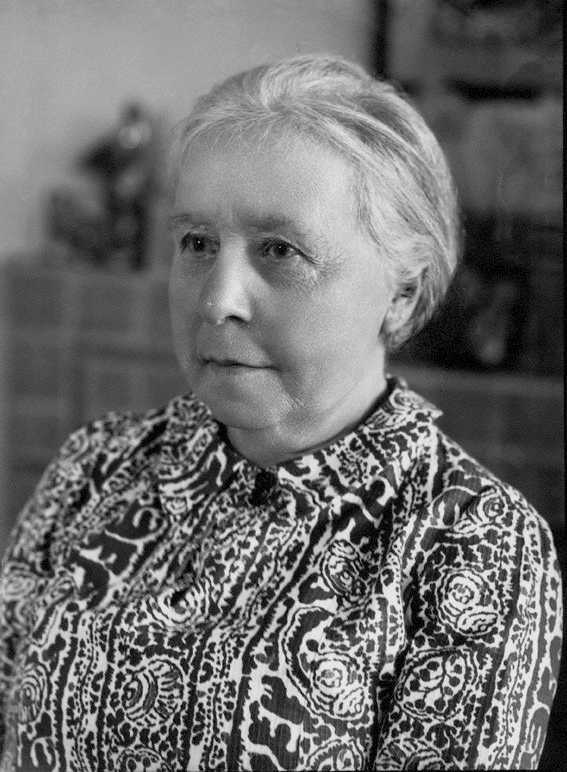
Мюррей, 1938

Ма́ргарет Э́лис Мю́ррей (англ. Margaret Alice Murray; 13 июля 1863[…], Калькутта, Бенгальское президентство, Британская Индия — 13 ноября 1963[…], Велвин, Хартфордшир) — британский антрополог, археолог, египтолог, культуролог и писательница.
Родилась в богатой английской семье в Калькутте (Британская Индия). Юность провела в Индии, Великобритании и Германии, выучившись на медсестру и социального работника. Переехала в Лондон в 1894 году, и, поступив в Университетский колледж города, начала изучать египтологию, подружившись с заведующим кафедрой Флиндерсом Питри, который поощрял её ранние академические публикации и назначил младшим профессором в 1898 году. В 1902–03 гг. совместно с Питри принимала участие в раскопках в Абидосе, открыв храм Осириона, а в следующем сезоне исследовала кладбище в Саккаре, что упрочило её репутацию в египтологии. Участвовала при изучении мумий, став первой женщиной, осуществившей процесс развёртывания мумии. Осознав, что британская египтомания отражает существование широкого общественного интереса к Древнему Египту, Мюррей написала несколько книг по египтологии, предназначенных для широкой аудитории.
Мюррей также активно участвовала в феминистском движении первой волны, присоединившись к Женскому общественно-политическому союзу и посвятив много времени улучшению положения женщин в Университетском колледже. Не имея возможности вернуться в Египет из-за Первой мировой войны, она сосредоточила свои исследования на западноевропейском фольклоре и разработке гипотезы культа ведьм, теории о том, что судебные процессы над ведьмами в христианском мире раннего Нового времени были попыткой уничтожить уцелевшую дохристианскую языческую религию, посвящённую рогатому богу. Исследования учёной на эту тему были опубликованы в её нескольких книгах, таких как «Культ ведьм в Западной Европе». Хотя позже гипотеза ведьмовского культа в академических кругах была отвергнута, она привлекла к себе внимание общественности и оказала значительное влияние на зарождающееся неоязыческое движение викки.
Маргарет Мюррей не получила в ранние годы формального школьного образования, а в Университетский колледж Лондона поступила без вступительных экзаменов, очевидно, благодаря связям и положению родителей в обществе. Тем не менее, она, всецело посвятив себя исследовательской работе, как полевой так и теоретической, заслужила признанный авторитет среди европейских коллег, несмотря даже на некоторыми неоднозначные свои труды. Успешно работала в качестве археолога в Египте и на Мальте во времена, когда доминирование учёных-мужчин в этой области было бесспорным. Мюррей так и не вышла замуж, детей у неё не было. Умерла на 101 году жизни, тело было кремировано.

## Биография
Родилась в семье совладельца торговой фирмы Джеймса Чарльза Мюррея, предки которого уже на протяжении нескольких поколений жили в Индии. Мать её, Маргарет Карр, приехала в Индию как христианский миссионер. 
Детство провела в Англии и Индии, в 1873—1875 годах жила в швейцарском Бонне. Интерес к древней истории ей привил её дядя, Джон Мюррей, бывший пастором в Беркшире и затем ректором в Рагби. Вернувшись в Индию, девушка получила там образование медсестры, в 1883 году работала 3 месяца по специальности в Центральном госпитале Калькутты. В 1886 году, вернувшись в Англию, вынуждена была отказаться от медицинской работы, так как её небольшой рост — 1,25 м — не позволял ей исполнять обязанности медсестры. В 1887 году её родители также возвратились из колоний на родину и поселились в Хартфордшире. 
В январе 1894 года поступает в лондонский Университетский колледж Лондона, единственный, принимавший на учёбу женщин, и изучает там лингвистику, в частности иероглифику, и антропологию. Приблизительно в это же время она присоединяется к женскому движению суфражисток.
В 1898 году начинает преподавание древнеегипетских иероглифов и коптского языка в классах египетского отделения Университетского колледжа Лондона. Начиная с 1914 года практически замещает руководителя египетского отделения Флиндерса Питри, который тогда находился на раскопках в Египте. Кроме того, читала курс по древнеегипетской истории, культуре, религии и языку в Оксфордском университете.
В 1902—1903 годах участвует в раскопках, проводимых Флиндерсом Питри и его супругой Хильдой в Абидосе, в частности, в оставленном работавшим здесь в предыдущий сезон Сент-Джорджем Каулфильдом рве внутри городских стен и названном Петри «Осирионом». В зимний сезон 1903—1904 годов занимается копированием древнеегипетских текстов в гробницах IV династии в Саккаре, открытых Огюстом Мариеттом в середине XIX века. Раскопки в Саккаре проводились под эгидой египетского Каирского музея. При этих работах по копированию древних текстов и настенных изображений ей помогали Джесси Мозерсоул и Ф. Ханзард. Всего были вскрыты 12 гробниц, три из которых ранее не исследовались. Перевод скопированных иероглифов позднее осуществил профессор Курт Зете.
В 1907 году Питри открывает так называемую «Гробницу двух братьев», в ней же находят сохранившийся папирус с записью, которую Мюррей перевела и в 1910 году опубликовала в Манчестерском музее, с которым сотрудничала. В 1908 году в Большой аудитории Манчестерского университета, в присутствии Флиндерса Питри и Дж. Камерона, распеленала мумии «двух братьев», которые были затем исследованы учёными различных отраслей науки — химиками, анатомами, специалистами по тканям и пр. Изучение мумий показало, что работы по мумификации человеческого тела во времена Среднего царства (ок. 1900 года до н. э.) проводились не столь тщательно, как в Древнем царстве, — хотя внутренние органы и были удалены, консервации тела уделялось мало внимания. Так, на кожные покровы накладывался слой из дерева, из-за чего тело недостаточно высыхало и вскорости подвергалось гниению. Случай же с «двумя братьями» был особенно интересен благодаря тому, что их тела находились в различных состояниях. Мумия Хнум-нахта находилась в совершенно высушенном виде и при распелёнывании рассыпалась в прах. Тело же Нехт-анха сохранилось гораздо лучше, были обнаружены даже остатки волос, а ногти на пальцах рук и ног были для лучшего сохранения обвиты нитями. Дальнейшие исследования показали, что Нахт-анх был евнухом и скончался в возрасте 30-40 лет. Хнум-нахт же дожил приблизительно до 60 лет и при жизни был жрецом. Изучение черепов показало, что Хнум-нахт имел негроидное происхождение. Эта работа с мумиями «двух братьев» была первым комплексным исследованием подобного рода и послужила примером для последующих научных исследований древнеегипетских мумий.
В 1920—1923 годах Мюррей проводит раскопки на Мальте и в районе Борг ин-Надир открывает остатки большого мегалитического храма, относящегося приблизительно к 2500 году до н. э., и рядом с ним поселение эпохи бронзового века. В 1930—1931 годах, по поручению Кембриджского университета и совместно с барселонским Институтом изучения Каталонии, исследует остатки строений на Менорке в Трепуко, относящиеся к культуре Талайот (около 1300 г. до н. э.). Раскопки показали, что здесь находились по меньшей мере 7 «талайот», два из которых сохранились. Сохранились также части крепостных стен с этими двумя башнями, ритуальное доисторическое место с алтарём из камня и захоронениями.
В 1924 году становится ассистент-профессором по египтологии Лондонского университета и занимает этот пост вплоть до ухода на пенсию в 1935 году. В 1926 году была принята в члены Британского королевского антропологического института. За свои опубликованные работы учёной было в 1931 году присвоено звание «Doctor of Letters». В 1953 году назначается Почётным президентом Британского фольклорного общества. В возрасте полных 100 лет публикуются две последние книги исследовательницы: первая — «Происхождение религии» (The Genesis of Religion), в которой Мюррей утверждает, что протобожествами человечества были именно богини, а не боги; вторая книга — автобиография под названием «Мои первые 100 лет» (My first hundred years).

## Ведовство и колдовство в сочинениях М. Мюррей
Историей колдовства и ведовских процессов Маргарет Мюррей начала интересоваться в 1915 году, когда, вернувшись из Египта на лечение, жила в городке Гластонбери, в графстве Сомерсет. На основании проведённых ею там исследований в 1921 году вышло в свет наиболее оспариваемое её сочинение «Культ ведьм в Западной Европе». В этой книге она высказывает идею о существовании в средневековой Европе широко распространённого тайного языческого культа, оказывавшего постоянное сопротивление христианству. Язычники были организованы в особые «ковены», каждый из которых состоял из 13 членов и почитал некое мужское божество. М. Мюррей прослеживала существование этой религии от времён неолита и вплоть до начала ведовских процессов позднего Средневековья (ок. 1450 г.). Несмотря на кровавый характер этого культа с его человеческими жертвоприношениями, Мюррей положительно воспринимала его характер, так как видела в нём пример равноправия и освобождения женщин, раскрепощённую сексуальность и протест против угнетения официальной церковью. Как предполагают исследователи творчества писательницы, эта её теория была «откликом консервативного романтика на современный ей модернизм и ужасы Первой мировой войны». Работа «Культ ведьм в Западной Европе» была весьма критически воспринята рядом известных историков, обвинявших её в том числе в «выискивании доказательств в никому не известных источниках» и в «прямой фальсификации отдельных документов». Вместе с тем многие идеи Мюррей возникли под влиянием сочинения антрополога Джеймса Фрезера «Золотая ветвь».
Подобным же темам были посвящены и более поздние книги Мюррей. В вышедшей в 1933 году книге «Бог ведьм» (God of the Witches) она сообщает, что ведьмы на своих собраниях исполняли определённый культ, поклоняясь так называемому Рогатому богу. Корни же этой религии уходят в предысторические времена. Мюррей пишет, что признания ведьм в том, что они поклонялись рогатому дьяволу, во время судебных процессов над ними лишь доказывают, что они действительно молились такому богу. По её мнению, во время молений язычников дьявол был представлен замещавшим его жрецом, носившим на голове церемониальный рогатый шлем. Поэтому не удивляет, что культ ведьм, согласно М. Мюррей, концентрируется не на некоей богине, как в современном культе викка. В более поздней своей работе «Божественный король в Англии» (The Divine King in England) (1954) писательница развивает свои мысли о языческом заговоре против английского дворянства и католической церкви. Так, загадочную смерть английского короля Вильгельма Руфуса она превращает в ритуальное убийство, осуществлённое будущим королём Генрихом I. Подобные эскапады не могли быть всерьёз восприняты даже поклонниками творчества М. Мюррей, хотя подобные мотивы и использовались позднее в художественной литературе.
Работы Маргарет Мюррей привлекли большое внимание в том числе и научных кругов к истории языческих религий на территории Европы и сохранившимся доныне их пережиткам, оказав влияние на такие концепции, как «старая Европа» Марии Гимбутас. В то же время сложно чётко разграничить «христианское» и «языческое» в современном мире, где оба этих понятия достаточно тесно переплелись между собой. Так и поныне сохраняются кое-где народные верования в духов, фей и т. п., а также в различные приметы. Обитатели потустороннего языческого мира по-прежнему встречаются в народных сказках, сагах и легендах. Некоторые учёные, например итальянский историк Карло Гинзбург, признавались впоследствии в том, что, хотя Мюррей в своих теориях многое преувеличила и исказила факты, они некоторое время находились под влиянием её идей.

## Сочинения
- The Osireion at Abydos (1904)
- Saqqara Mastabas (1905)
- Elementary Egyptian Grammar (1905)
- Гробница двух братьев, The tomb of two brothers (1910)
- Elementary Coptic Grammar (1911)
- The Witch-cult in Western Europe (1921)
- Excavations in Malta, vol. 1-3 (1923, 1925, 1929)
- Египетские скульптуры, Egyptian Sculpture (1930)
- Egyptian Temples (1931)
  - Египетские храмы. Жилища таинственных богов. — Центрполиграф, 2006. — 223 с. — (Древние цивилизации). — ISBN 5-9524-2213-6.
- Cambridge Excavations in Minorca, vol. 1-3 (1932, 1934, 1938)
- God of the Witches (1933)
  - Бог ведьм // Мюррей М., Лиланд Ч. Арадия. Бог ведьм. — М.: Ганга, 2012. — 304 с. — ISBN 978-5-98882-186-1.
- Petra, the rock city of Edom (1939)
- A Street in Petra (1940)
- The Splendour That Was Egypt (1949)
  - Величие Древнего Египта. — Центрполиграф, 2009. — 319 с. — (Загадки древнего Египта). — 3,000 экз. — ISBN 978-5-9524-4482-9.
- The Divine King in England (1954)
- The Genesis of Religion (1963)
- My First Hundred Years (1963)